# Witternheim
Witternheim település Franciaországban, Bas-Rhin megyében. Lakosainak száma 509 fő (2022. január 1.). Witternheim Rossfeld, Bindernheim, Friesenheim és Hilsenheim községekkel határos.

## Népesség
A település népessége az elmúlt években az alábbi módon változott:
| Lakosok száma | 511  | 497  | 519  | 507  | 505  | 503  | 501  | 498  | 509  |
|               | 2013 | 2015 | 2016 | 2017 | 2018 | 2019 | 2020 | 2021 | 2022 |